# James D. Porter
James Davis Porter (7 de dezembro de 1828 – 18 de maio de 1912) foi um político americano, o 20º governador do estado do Tennessee, com mandato de 1875 até 1879. Foi nomeado Secretário de Estado adjunto dos Estados Unidos durante o primeiro mandato do presidente Grover Cleveland e Ministro para o Chile na segunda administração de Cleveland. Como membro da Câmara dos Representantes do Tennessee às vésperas da Guerra Civil, Porter introduziu as "resoluções de Porter", que estabeleciam que se houvesse guerra entre a União e os estados confederados o Tennessee ficaria ao lado dos conferados. Ele passou grande parte da guerra como chefe do General Benjamin F. Cheatham e acompanhou a ação em várias batalhas no Tennessee e da Geórgia.
Porter passou seus últimos anos como chanceler da escola onde formou-se, a Universidade de Nashville e como Presidente do Colégio Peabody, que estabeleceu-se na Universidade de Nashville durante sua gestão de governador. Ele supervisionou a liquidação e a transferência de ativos da Universidade de Nashville para o fundo de educação Peabody, que permitiu ao Colégio Peabody fosse restabelecido próximo da Universidade de Vanderbilt, em 1909.

## Início de vida
Porter nasceu em Paris, Tennessee, filho do Dr. Thomas Kennedy Porter e Geraldine Horton Porter. Frequentou a Universidade de Nashville, onde obteve um bacharelado em 1846, e um mestrado em artes em 1849. Ele estudou direito com o advogado John Dunlap (seu futuro sogro) de Paris e foi admitido para a advocacia em 1851.

## Carreira política inicial e Guerra de Secessão
Porter foi eleito para a Câmara dos representantes do Tennessee em 1859. Em 1861, introduziu as "resoluções de Porter," que foram aprovadas. Estas resoluções estipulavam que em caso de guerra entre Estados confederados e a União, o Tennessee iria alinhar-se com os Estados confederados. No início de maio de 1861, após a batalha de Fort Sumter, estas medidas foram promulgadas, e o Tennessee assinou um pacto militar com a Confederação.
Porter, inicialmente, serviu como um ajudante geral de Gideon J. Pillow e ajudou a organizar o exército provisório do Tennessee. Depois que este exército foi anexado ao maior exército confederado, para Porter foi atribuído comando do General Benjamin F. Cheatham. Como chefe do Cheatham, Porter tomou parte nas batalhas de Belmont, Shiloh Chickamauga, Missionary Ridgee e Siege of Atlanta.
Depois da guerra, Porter retomou seu escritório de advocacia em Paris, Tennessee. Em 1870, ele foi um delegado à Convenção constitucional do Estado, que elaborou a atual Constituição do estado do Tennessee e serviu no Comitê de justiça da convenção. Após a convenção, foi eleito Juiz estadual para a 12ª Comarca do estado. Originalmente membro do partido Whig, ele alinhou-se com o Partido Democrata após a Guerra Civil.

## Governador do Tennessee
Porter recebeu a indicação democrata para governador na eleição de 1874 e facilmente derrotou seu adversário republicano, Horace Maynard, por uma votação de 105.061 votos contra 55.847. Em 1876, foi reeleito por uma margem novamente bem superior aos vários candidatos, entre eles o moderado Thomas de B. Dorsey e o republicano William F. Yardley, sendo este último o primeiro afro-americano candidato no Estado a disputar para governador.
Como seu antecessor, John C. Brown, Porter passou grande parte de seu mandato de governador gerenciando a dívida pública fora de controle do Tennessee. Depois que o estado deixou de pagar sua dívida de títulos públicos em 1875, Porter continuou a argumentar que o Estado deveria pagar todos os títulos na íntegra para proteger o seu crédito. A crise financeira de 1873 ocasionou baixa arrecadação de impostos, dessa forma, o reembolso completo se mostrou inviável. Seus sucessores procuraram apenas manter um pagamento parcial.
Porter foi um forte defensor da educação pública. Enquanto ele era governador, a primeira escola de medicina do sul para afro-americanos, Meharry Medical College, foi fundada em Nashville. Quando o Peabody Fund anunciou que ia estabelecer uma escola para professores em Nashville, Porter usou sua influência para ter a escola, ligada à Universidade de Nashville. Porter também assinou a chamada Four Miles Low, uma iniciativa precoce do que seria a Lei seca, proibindo venda de bebidas alcoólicas dentro de quatro milhas (6,4 km) de qualquer escola. Dada a pequena dimensão da maioria das escolas da época e sua presença resultante em quase todas as comunidades, mesmo muitas das menores, isso efetivamente tornou ilegal a venda de bebidas alcoólicas em toda as áreas menos povoadas do estado.

## Atividades posteriores e morte
Em seu livro Appalachian Aspirations, o Professor John Benhart descreve Porter e o ex-governador John C. Brown como "típicos dos novos conservadores do Sul que dominaram a política do Tennessee durante as duas décadas seguinte reconstrução, mistura dos costumes do Velho Sul com o reconhecimento de que o capitalismo industrial era a onda do futuro". Após seu mandato como governador, Porter permaneceu ativo na economia do "Novo Sul". Ele foi Presidente da Nashville, Chattanooga and St. Louis Railway de 1880 a 1884, bem como serviu no Conselho de administração da Tennessee Coal, Iron and Railroad Company.
Em 1885, Porter foi nomeado Secretário de Estado adjunto dos Estados Unidos, pelo presidente Grover Cleveland. Ele serviu sob Secretário de estado Thomas F. Bayard. Em 1893, durante o segundo mandato de Cleveland, Porter foi nomeado Ministro dos Estados Unidos para o Chile. Permaneceu neste posto até a Primavera de 1894.
Porter passou os últimos anos de sua vida, promovendo a angariação de fundos para a ecola onde formou-se, a Universidade de Nashville, da qual ele recebeu um título honorário de LL.M. (Legum Doctor - doutorado em lei) em 1877, bem como para as suas afiliadas Peabody College. Ele foi nomeado um curador do Peabody Education Fund em 1883 e tornou-se Presidente do Conselho de curadores para a Universidade de Nashville, em 1890. Ele se tornou Chanceler da Universidade de Nashville, em 1901 e Presidente do Peabody College em 1902. Na última parte da década, ele supervisionou a liquidação de ativos da Universidade de Nashville e sua transferência para o Peabody Education Fund para o restabelecimento do Peabody College. O fundo escolheu localizar o Colégio reorganizado no campus de Vanderbilt, no entanto, deixou Porter frustrado. Ele demitiu-se do Conselho do fundo em 1909.
Em 1899, Porter publicou um livro, a The Military History of Tennessee, War of 1861-65, que se tornou o Volume VIII da série de 12 volumes da Confederate Military History do militar confederado Clemente Evans. Ele também foi ativo na sociedade histórica do Tennessee, tendo sido ocasionalmente seu Presidente.
Porter morreu em sua casa em Paris no Tennessee em 1912, sendo enterrado no cemitério da cidade de Paris.

## Família
Porter casou com Susannah Dunlap, filha de seu professor de direito, John Dunlap, em 1851. Eles tiveram seis filhos, três dos quais morreram em tenra idade.

## Fonte da tradução
- Este artigo foi inicialmente traduzido, total ou parcialmente, do artigo da Wikipédia em inglês cujo título é «James D. Porter».